# Mystic Pizza
Mystic Pizza (prt: Pizza, Amor e Fantasia; bra: Três Mulheres, Três Amores) é um filme estadunidense de 1988, do gênero comédia dramático-romântica, dirigido por Donald Petrie (em sua estreia na direção), com roteiro de Amy Holden Jones, Perry Howze, Randy Howze e Alfred Uhry. 
O filme conta a história de umas amigas luso-americanas no estado de Connecticut. O elenco principal é composto por Annabeth Gish, Julia Roberts e Lili Taylor, com Vincent D'Onofrio, William R. Moses, Adam Storke e Conchata Ferrell. O filme marcou a estreia de Donald Petrie e de Matt Damon em longas-metragens.

## Sinopse
As irmãs Kat e Daisy Araújo e a sua amiga Jojo Barbosa são adolescentes luso-americanas que trabalham como empregadas de mesa na Mystic Pizza, uma pizzaria propriedade de Leona, na cidade piscatória de Mystic, Connecticut.
Kat e Daisy são completamente opostas. Kat, a irmã mais nova, é uma aspirante a astrónoma que trabalha no planetário do Museu da Baleia do Porto Marítimo de Mystic e foi aceite pela Universidade de Yale com uma bolsa parcial. Kat trabalha no restaurante e como babysitter para angariar dinheiro para a escola. O objetivo de Daisy é divertir-se o mais possível. A mãe está satisfeita com Kat, mas questiona frequentemente as escolhas de vida de Daisy.
Daisy conhece Charles, um jovem rico, num bar. Os dois sentem-se imediatamente atraídos um pelo outro e iniciam uma relação, para grande desgosto da mãe. Num jantar de família, os parentes de Charles fazem, sem querer, comentários insensíveis sobre a etnia de Daisy e Charles reage de forma exagerada. Daisy rompe com ele, acusando-o de a usar para se rebelar contra os pais.
Kat apaixona-se pelo seu patrão Tim, um arquiteto formado em Yale, que a contratou para tomar conta da sua filha de quatro anos, Phoebe, enquanto a sua mulher trabalha em Inglaterra. Acaba por desenvolver-se entre eles uma relação que ela acredita ser de amor e chegam a ter relações sexuais. No entanto, quando a mulher dele regressa, as ilusões de Kat desfazem-se. Daisy consola a irmã devastada e as duas criam laços.
Jojo desmaiou no seu casamento com Bill porque tinha receio de assumir um compromisso para toda a vida. No entanto, ela quer continuar a ter relações sexuais com Bill até estar pronta para casar. Bill acaba por romper com ela porque ela não quer assumir um compromisso.
Um famoso crítico gastronómico da televisão, chamado "The Fireside Gourmet", visita inesperadamente a Mystic Pizza. Enquanto Kat, Daisy, Jojo e Leona observam do balcão, ele dá algumas dentadas numa fatia de pizza, faz anotações no seu bloco de notas e sai depois de pagar a conta. A sua aprovação pode fazer maravilhas por um restaurante, mas eles não estão optimistas. No entanto, alguns dias mais tarde, ele dá à pizzaria a sua melhor classificação, chamando à pizza "soberba". O telefone do restaurante começa imediatamente a tocar, com Leona a rir-se enquanto informa quem telefona que não é necessário fazer reservas.
No final, Tim leva Phoebe à Mystic Pizza porque ela quer despedir-se de Kat. Tim dá-lhe um cheque para ajudar a cobrir as despesas do curso, mas ela rasga-o; mais tarde, aceita um empréstimo de Leona. Jojo casa-se finalmente com Bill, e Daisy e Charles reconciliam-se no casamento. O filme termina com as três raparigas a olharem para a água da varanda do restaurante, recordando o tempo que passaram juntas e pensando no futuro.

## Elenco
- Annabeth Gish como Katherine "Kat" Araújo
- Julia Roberts como Daisy Araújo
- Lili Taylor como Jojo Barbosa
- Vincent D'Onofrio como Bill Montijo
- William R. Moses como Tim Travers
- Adam Storke como Charles Gordon Windsor, Jr.
- Conchata Ferrell como Leona
- Joanna Merlin como Mrs. Araújo
- Porscha Radcliffe como Phoebe Travers
- Louis Turenne como Hector "The Fireside Gourmet" Freshette
- Janet Zarish como Nicole "Nikki" Travers
- Arthur Walsh como Manny
- John Cunningham como Charles Gordon Windsor, Sr.
- Ann Flood como Polly Windsor
- Suzanne Shepherd como Tia Tweedy
- Gene Amoroso como Mr. Barbosa
- Sheila Ferrini como Mrs. Barbosa
- John Fiore como Jake
- Lauren O'Brien como Serena
- Matt Damon como Steamer Windsor
- Jack Ringstad como Tio Ned
- Jody Raymond como Teresa
- Dennis Paiva como como ele mesmo

## Locais de produção e filmagem

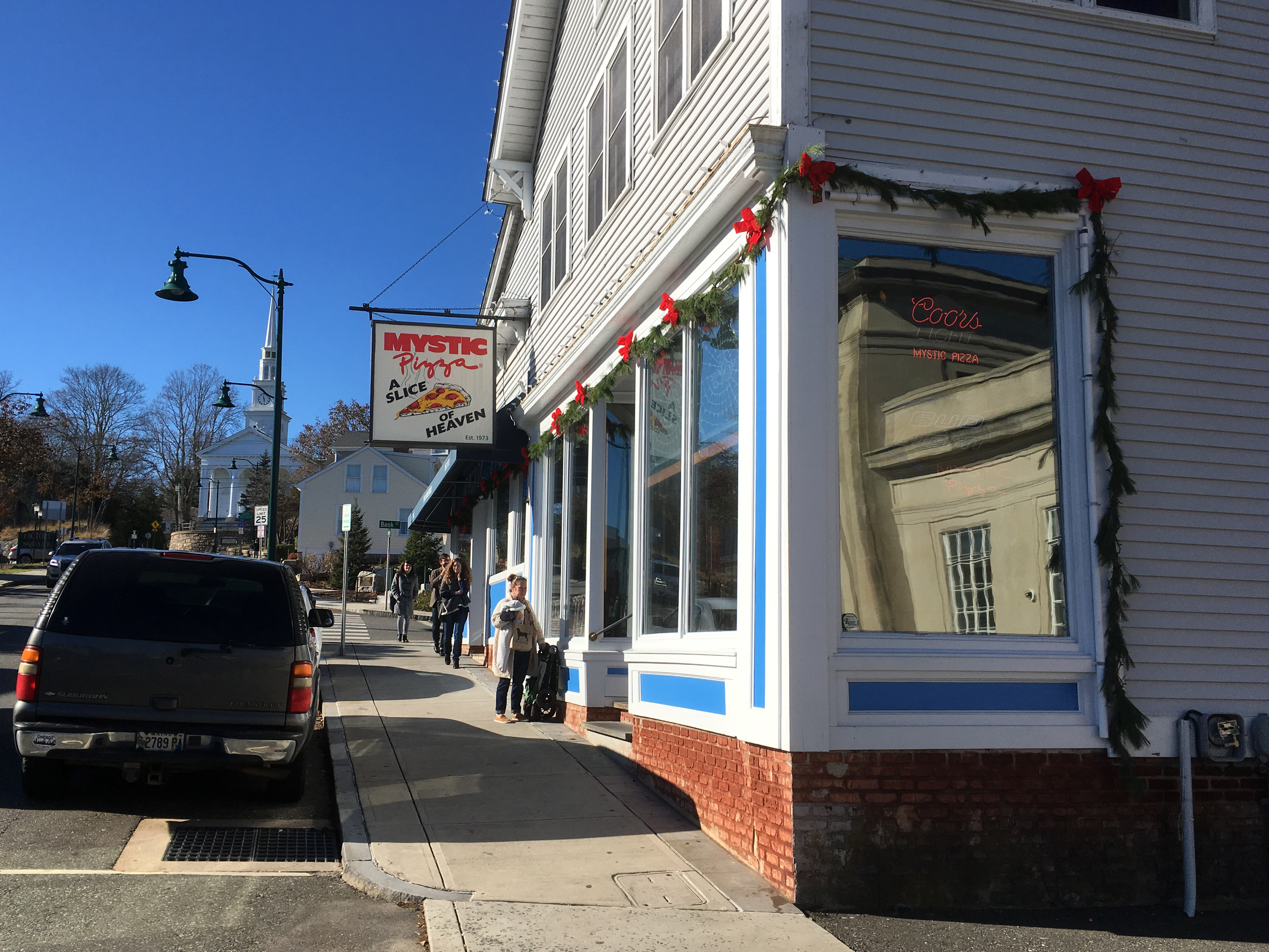
O restaurante Mystic Pizza, no centro de Mystic.

O título do filme foi inspirado em uma pizzaria que chamou a atenção da roteirista Amy Holden Jones: Restaurante Mystic Pizza localizado em Mystic, Connecticut, que é popular entre os moradores e turistas desde 1973.
Jones deveria dirigir, mas foi substituída por Petrie, que fez sua estréia na direção de longas-metragens. O filme também foi a estréia de roteiro de Alfred Uhry.
As filmagens começaram em 12 de outubro de 1987 e duravam seis semanas. O enredo do filme se passa em Mystic, mas a maioria dos locais de filmagem estavam em cidades vizinhas. O edifício usado para a pizzaria era uma casa convertida em Stonington Borough, na 70 Water St. Após o lançamento do filme, o edifício Mystic Pizza da vida real no centro de Mystic foi reformado para se parecer com o cenário do filme. A casa da família Windsor, o restaurante de recepção de casamento, o salão de bilhar Peg Leg Pub e as docas de pesca também foram filmados em Stonington Borough. O incidente de carona ocorre na North Main Street, em Stonington Town. A casa de Araújo fica em Pawcatuck, Connecticut; os negócios de lagosta e a igreja do casamento estão em Noank, Connecticut. A casa de Tim Travers e o clube de campo dos Windsors estão em Watch Hill, Rhode Island. As cenas mais notáveis que ocorrem em Mystic foram filmadas no planetário Mystic Seaport e na Mystic River Bascule Bridge.

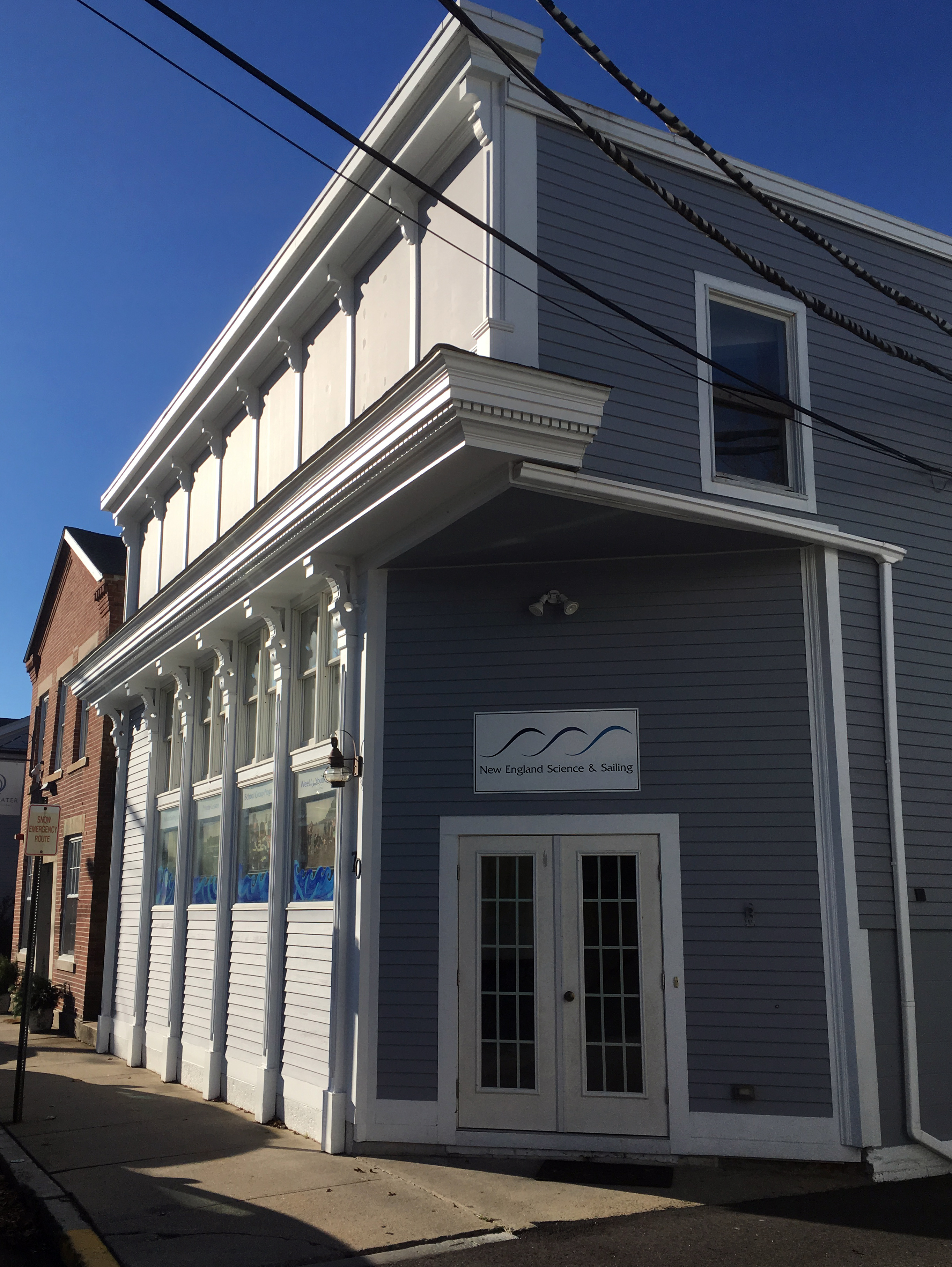
70 Water Street em Stonington. Local das filmagens do restaurante Mystic Pizza

## Recepção crítica
Atualmente, o filme tem uma pontuação de 77% no Rotten Tomatoes. O consenso dos críticos do site diz: "Mystic Pizza é como sua comida homônima: é extravagante, cheia de romance e sobe para a ocasião".

## Mídia doméstica
Em 13 de janeiro de 2009, Mystic Pizza e Say Anything... foram lançados juntos em DVD. Em 5 de abril de 2011, Mystic Pizza foi lançado em Blu-ray.